# Who is Gary Burton?
Albums de Gary Burton
New Vibe Man in Town
(1961) 3 in Jazz
(1963)
Who is Gary Burton? est un album de jazz du vibraphoniste Gary Burton enregistré en 1962.

## Liste des titres
| No | Titre              | Musique         | Durée |
| -- | ------------------ | --------------- | ----- |
| 1. | Storm              | Chris Swanson   | 4:12  |
| 2. | I've just seen her | Lee Adams       | 4:15  |
| 3. | Fly Time Fly       | Terry Gibs      | 4:31  |
| 4. | Conception         | George Shearing | 4:01  |
| 5. | Get Away Blues     | Chris Swanson   | 5:40  |
| 6. | My Funny Valentine | Lorenz Hart     | 5:22  |
| 7. | One Note           | Jaki Byard      | 5:20  |

## Musiciens
- Clark Terry : trompette
- Phil Woods : saxophone alto
- Gary Burton : vibraphone
- Tommy Flanagan : piano
- John Neves : contrebasse
- Chris Swanson : batterie, trombonium (pistes 2 à 6)
- Joe Morello : batterie (pistes 1 et 7)